# My Heart Will Go On
My Heart Will Go On (у преводу Моје срце ће наставити) је песма канадске певачице Селин Дион, снимљена као главна музичка тема Џејмс Камероновог блокбастера Титаник из 1997. Награђена је Оскаром за најбољу оригиналну песму, Златним глобусом, Гремијем у 3 различите категорије и Наградом Сателит. Композитор песме је Џејмс Хорнер, текстописац Вил Џенингс, а продуценти су Валтер Афанасиф и Симон Франглен заједно са Хорнером.
Песма се након неколико дана од премијере филма нашла и на петом студијском албуму Селин Дион, који носи наслов Let's Talk About Love. Са снажном љубавном причом, постала је интернационални хит и досегла прво место на листама најслушанијих песама у преко 20 земаља, укључујући: Аустралију, Аустрију, Белгију, Канаду, Данску, Финску, Француску, Немачку, Ирску, Италију, Холандију, Норвешку, Шкотску, Шпанију, Шведску, Швајцарску, Уједињено Краљевство и Сједињене Америчке Државе.
Сматра се најзначајнијом песмом у каријери Селин Дион, која је са бројним Гремијима и евровизијском победом, једна од најнаграђиванијих певачица у историји. Са продатих 18 000 000 примерака, постала је једна од најпродаванијих синглова у историји, као и друга на листи најпродаванијих синглова женских извођача у историји. Америчко удружење дискографских кућа и Национална организација за уметност сврстали су је на листу 25 најбољих песама 20. века. Бил Вудруф режирао је спот за песму, који се састоји од заједничких сцена Роуз (Кејт Винслет) и Џека (Леонардо Дикаприо) из филма. Дион је уживо отпевала песму на 70. додели Оскара, 1998. године, када је Титаник поставио рекорд по броју освојених Оскара, који и данас држи.

## Порекло песме
Џејмс Камерон није желео да Титаник има било какву песму, те је првобитно било замишљено да у филму буде само композиција Џејмса Хорнера без вокала Селин Дион. Рене Ангелил, муж и менаџер Селин Дион, ју је убедио да сними демо верзију, што она није радила годинама. Дион је снимила песму „у једном даху” и без икаквих преправки је послала Хорнеру. Када је Хорнер пустио Камеруну песму, он је схватио колико је погрешио и песма се у тој верзији и нашла у филму.

## О песми
Песма шаље снажну љубавну поруку и донекле говори о догађајима из филма. Џек је страдао како би спасао Роузин живот у трагедији која је задесила РМС Титаник, али ће по стиховима песме он заувек живети у њеном срцу, које ће куцати за обоје.